# Zamieszki w czasie UEFA Euro 2016

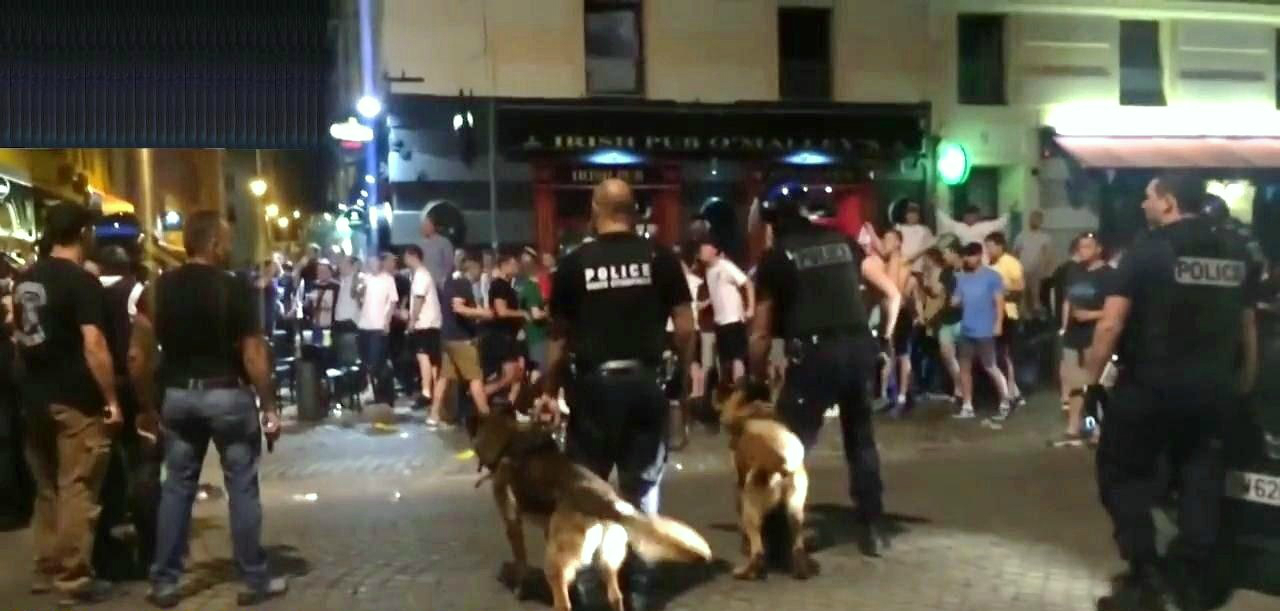
Zamieszki w Marsylii, czerwiec 2016

Zamieszki w czasie Mistrzostw Europy w Piłce Nożnej 2016 (ang. Violence at UEFA Euro 2016) – określenie aktów przemocy i chuligaństwa z czerwca 2016, towarzyszących rozgrywanym we Francji Mistrzostwom Europy. Miały one miejsce na stadionach, na których rozgrywane były mecze oraz w miastach-gospodarzach rozgrywek. Organizatorzy i rządy wielu państw potępiły przejawy agresji, stały się one powodem sankcji, obejmujących m.in. zakaz sprzedaży alkoholu, natychmiastowe deportacje najagresywniejszych osób, jak również potencjalne dyskwalifikacje reprezentacji krajów, których sympatycy zaangażowani byli w zajścia.
14 czerwca UEFA nałożyła na rosyjską reprezentację karę w wysokości 150 000 euro w związku ze zdarzeniami z Marsylii, zagroziła też dyskwalifikacją rosyjskiej drużyny w przypadku powtórzenia się aktów przemocy.

## Wydarzenia

### Marsylia
10 czerwca angielscy kibice starli się z policją, która użyła gazu łzawiącego.
11 czerwca angielscy i uzbrojeni w stalowe pręty rosyjscy kibice starli się przed popołudniowym meczem reprezentacji ich krajów. Policja użyła gazu i armatek wodnych. Francuski prokurator stwierdził, że rosyjscy chuligani byli "dobrze przygotowani do ultraszybkiej, gwałtownej akcji".

### Lille
12 czerwca ukraińscy i niemieccy kibice uczestniczyli w bijatyce na ulicach miasta.

### Nicea
12 czerwca po meczu Polska-Irlandia Północna doszło do zamieszek z udziałem północnoirlandzkich i francuskich kibiców, gdy lokalni chuligani zaatakowali pokojowo zachowującą się grupę polskich i północnoirlandzkich fanów.